# Miss Mundo 2021
Miss Mundo 2021, la 70.ª edición del concurso Miss Mundo, se llevó a cabo el 16 de marzo de 2022 en el Coca-Cola Music Hall de San Juan, Puerto Rico. La coronación estaba originalmente programada para el 16 de diciembre de 2021 en el Coliseo José Miguel Agrelot. Sin embargo, debido al brote de COVID-19 en Puerto Rico, el concurso se pospuso hasta el 16 de marzo de 2022.
Representantes provenientes de noventa y siete países y territorios compitieron por el título en esta edición del concurso, el menor número de participantes desde 2003. Al final del evento, Miss Mundo 2019, Toni-Ann Singh de Jamaica, coronó como su sucesora a Karolina Bielawska de Polonia. Elegida por un jurado de once personas, la ganadora, de 22 años, se convirtió en la segunda representante de su país en obtener el título de Miss Mundo, después de Aneta Kręglicka (Miss Mundo 1989).
El concurso fue transmitido por Reelz, London Live y Univision, y presentado por Peter Andre y Fernando Allende. Don Omar, Gente de Zona, Víctor Manuelle, Pedro Capó y la Filarmónica de Puerto Rico, dirigida por Ángel Vélez junto con el director invitado Mike Dixon, se encargaron del entretenimiento.

## Antecedentes

### Sede y fecha
La edición estaba inicialmente programada para finales de 2020, pero fue pospuesta indefinidamente debido a la pandemia de COVID-19. Sin embargo, el 29 de julio de 2020, la Organización Miss Mundo anunció que la 70.ª edición de Miss Mundo se llevaría a cabo a finales de 2021.
El 8 de marzo de 2021, la Organización Miss Mundo confirmó que la competencia se llevaría a cabo en el Coca-Cola Music Hall de San Juan (Puerto Rico) el 16 de diciembre de 2021. Sin embargo, ante la alta demanda de entradas para la competencia final, la organización anunció el 2 de septiembre que la competencia se reubicaría en el Coliseo José Miguel Agrelot, el recinto cubierto más grande de Puerto Rico.
La amenaza de la variante ómicron ya se había detectado en algunas partes del mundo durante las actividades previas al concurso, y la enfermedad comenzó a propagarse rápidamente por la isla. El 14 de diciembre, Pricilia Carla Yules, Miss Mundo Indonesia, dio positivo por COVID-19. Como medida de precaución, su compañera de habitación, Manasa Varanasi, Miss Mundo India, y otras cinco personas fueron identificadas como casos sospechosos. La presidenta de la Organización Miss Mundo, Julia Morley, confirmó en ese momento que las candidatas estaban aisladas y en cuarentena, y que no podrían subir al escenario durante el espectáculo final de 2021 si no obtenían una prueba PCR negativa. El 15 de diciembre de 2021, el Departamento de Salud de Puerto Rico confirmó que se habían detectado diecisiete casos positivos de COVID-19 relacionados con las actividades del concurso Miss Mundo, entre los que se encontraban candidatas y personal técnico.
El 16 de diciembre de 2021, el director nacional de Miss Mundo Malasia publicó un comunicado oficial en la cuenta de Instagram de la organización, anunciando que Lavanya Sivaji, representante de Malasia, había dado positivo por COVID-19. De acuerdo con las directrices del Departamento de Salud de Puerto Rico y de Miss Mundo, se le requirió que se aislara durante diez días y no se le permitiría subir al escenario durante la final del concurso. La final del concurso, inicialmente prevista para el 16 de diciembre, fue pospuesta y se realizó en una fecha posterior, dentro de los 90 días siguientes, en Puerto Rico. El 16 de diciembre, durante una conferencia de prensa del Departamento de Salud de Puerto Rico, la epidemióloga Melissa Marzán confirmó que un total de treinta y ocho personas, entre ellas quince miembros del personal y veintitrés candidatas, habían dado positivo por COVID-19 en relación con el evento Miss Mundo. Agregó que fueron los organizadores del concurso los que decidieron posponerlo, no las autoridades de la isla.
El 22 de diciembre, la organización anunció a través de sus redes sociales que el concurso, previamente pospuesto, tendría lugar el 16 de marzo de 2022. Además, se informó que el evento se realizaría en el Coca-Cola Music Hall de Puerto Rico, en lugar del Coliseo José Miguel Agrelot. Únicamente las 40 cuartofinalistas seleccionadas regresaron a Puerto Rico entre el 9 y el 11 de marzo de 2022 para participar en el concurso reprogramado.

### Selección de candidatas

#### Reemplazos
Andrea Montero, Miss Mundo Costa Rica 2020, estaba programada para representar a su país. Sin embargo, debido a problemas con la obtención de una visa, se vio obligada a retirarse. En su lugar, Tamara Dal Maso fue designada como la nueva Miss Mundo Costa Rica 2021. Alissa Anderegg, Miss Mundo Estados Unidos 2020, fue reemplazada por Shree Saini, ya que su reinado había llegado a su fin. Lo mismo ocurrió con Maria Kaneya, Miss Mundo Japón 2020, quien fue reemplazada por Tamaki Koshi, Miss Mundo Japón 2021; Nishimwe Naomie Mäckenzie, Miss Ruanda 2020, quien fue reemplazada por Grace Ingabire, Miss Ruanda 2021; y Ndeye Fatima Dione, Miss Senegal 2020, quien fue reemplazada por Penda Sy, Miss Mundo Senegal 2021. En noviembre de 2021, Dione reveló públicamente que había sido drogada y violada en una fiesta organizada por los organizadores del concurso de Miss Senegal. Debido a esto, Dione quedó embarazada y dejó de recibir invitaciones para participar en actividades relacionadas con Miss Senegal.
Amela Agastra fue designada como representante de Albania tras la retirada de Joanna Kiose, Miss Mundo Albania 2021, quien abandonó el concurso por razones no reveladas. Lizzy Dobbe, primera finalista de Miss Mundo Países Bajos 2021, fue designada para representar a su país después de que la ganadora, Dilay Willemstein, se negara a vacunarse contra la COVID-19. Juliana Rugumisa, primera finalista de Miss Tanzania 2020, fue designada para representar a su tras la decisión de la organización de no permitir que Rose Manfere, Miss Tanzania 2020, participara en Miss Mundo debido a que cometió «errores» que violaban el contrato, aunque Manfere retuvo su título de Miss Tanzania 2020.

#### Debuts, regresos y retiros
Esta edición marcó los debuts de Irak y Somalia, y los regresos de Belice, Camerún, Costa de Marfil, Estonia, Guinea, Madagascar, Namibia, Noruega, Santa Lucía, San Martín, Serbia, Uruguay. San Martín había competido por última vez en 2001, Estonia en 2007, Namibia en 2015, Santa Lucía en 2016, Costa de Marfil, Guinea y Uruguay en 2017, mientras que los demás en 2018. Antigua y Barbuda, Aruba, Australia, Bangladés, Barbados, Birmania, Croacia, Dinamarca, Georgia, Grecia, Guyana, Hong Kong, las Islas Cook, las Islas Vírgenes Británicas, las Islas Vírgenes de los Estados Unidos, Kirguistán, Laos, Montenegro, Nueva Zelanda, Rusia, Samoa, Sierra Leona y Tailandia se retiraron. Tanto Darya Goncharevich de Bielorrusia como Natalija Labovic de Montenegro se retiraron debido a problemas de salud. Anna Pavlidou, Star Hellas 2021 de Grecia, se retiró después de no recibir la segunda dosis de la vacuna contra la COVID-19. Michelle Calderón de Guatemala, Nazerke Karmanova de Kazajistán y Adesha Penn de las Islas Vírgenes de los Estados Unidos se retiraron por razones no reveladas.

#### Participación de Miss San Martín
El 15 de diciembre, el gobierno de San Martín denunció oficialmente la participación de Lara Mateo en Miss Mundo 2021 como representante del territorio neerlandés. La titular de la franquicia de Miss y Mr. Mundo para San Martín no había seleccionado a Lara Mateo para su participación; en ese momento, estaba bajo investigación por parte del gobierno. La primera ministra Silveria Jacobs dijo que el gobierno descubrió que Lara Mateo fue registrada incorrectamente por el titular de la franquicia de Guadalupe para representar a San Martín. El gobierno local emitió una carta oficial en la que declaró que no respaldaba a Lara Mateo para Miss Mundo. Ella agregó que la Colectividad de San Martín, así como sus departamentos de Turismo y Cultura, no conocían ni reconocían a la candidata y reafirmó que sus ganadoras solo competirían en Miss Francia.

## Resultados

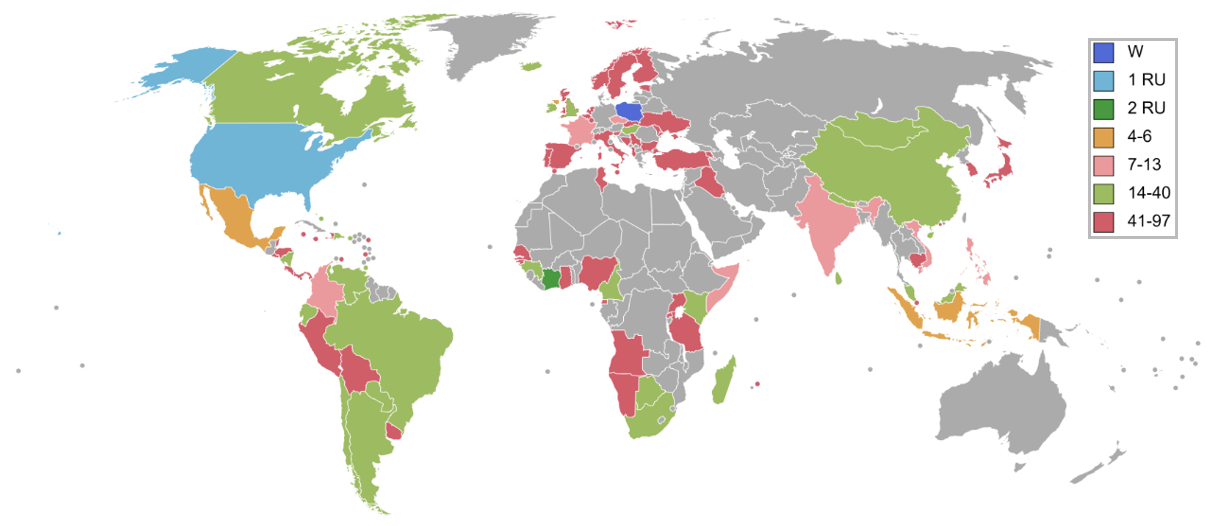
Países y territorios que enviaron candidatas y resultados para Miss Mundo 2021

### Clasificación final
La ganadora, las finalistas, semifinalistas y cuartofinalistas son las siguientes candidatas:
| Posición                  | Candidata |
| ------------------------- | --- |
| Miss Mundo 2021           | - Polonia - Karolina Bielawska |
| Primera finalista         | - Estados Unidos - Shree Saini |
| Segunda finalista         | - Costa de Marfil - Olivia Yacé |
| Finalistas (Top 6)        | - Indonesia - Pricilia Carla Yules - Irlanda del Norte - Anna Leitch - México - Karolina Vidales |
| Semifinalistas (Top 13)   | - Colombia - Andrea Aguilera - Filipinas - Tracy Perez - Francia - April Benayoum - India - Manasa Varanasi - República Checa - Karolína Kopíncová - Somalia - Khadija Omar - Vietnam - Đỗ Thị Hà |
| Cuartofinalistas (Top 40) | - Argentina - Amira Hidalgo - Bahamas - Sienna Evans - Botsuana - Palesa Mofele - Brasil - Caroline Gomes Teixeira - Canadá - Svetlana Mamaeva - Camerún - Audrey Monkam - Chile - Carol Drpic - China - Jiang Si Qi - Ecuador - Ámar Pacheco - Guinea - Nene Saran - Inglaterra - Rehema Muthamia - Irlanda - Pamela Uba - Islandia - Hugrún Egilsdóttir - Hungría - Lili Tótpeti - Kenia - Sharon Obara - Madagascar - Saya Anjaratiana Khathiwada - Malasia - Lavanya Sivaji - Mongolia - Burte-Ujin Anu - Nepal - Namrata Shrestha - Nicaragua - Sheynnis Palacios - Paraguay - Bethania Borba - Puerto Rico - Aryam Díaz - República Dominicana - Emmy Peña - Sri Lanka - Sadé Greenwood - Sudáfrica - Shudufhadzo Musida - Trinidad y Tobago - Jeanine Brandt - Venezuela - Alejandra Conde |

### Reinas continentales
Las ganadoras son las siguientes candidatas:
| Continente | Candidata                        |
| ---------- | -------------------------------- |
| África     | Costa de Marfil - Olivia Yacé    |
| América    | Estados Unidos - Shree Saini     |
| Asia       | Indonesia - Carla Yules          |
| Caribe     | República Dominicana - Emmy Peña |
| Europa     | Irlanda del Norte - Anna Leitch  |

## Desafíos
Los Fast-Track son competencias preliminares, en donde cada ganadora obtiene un pase directo al grupo de cuartofinalistas de la noche final.

### Desafío Head-to-Head
Las candidatas fueron asignadas oficialmente a sus respectivos grupos a través del canal de YouTube de Miss Mundo el 24 de noviembre de 2021. La ganadora de cada grupo compitió en la final en el Capitolio de Puerto Rico el 9 de diciembre. Las ocho semifinalistas que ganaron en la segunda ronda pasaron automáticamente a formar parte del Top 40.

#### Ronda 1
- Avanza a la ronda 2 del desafío Head-to-Head.
- Avanza al Top 40 mediante otra competencia distinta al desafío Head-to-Head.
- Avanza al Top 40 por decisión del jurado.
- Avanza al Top 40 mediante otra competencia, pero también avanza a la ronda 2 del desafío Head-to-Head.

| Grupo | País 1               | País 2            | País 3       | País 4               | País 5            | País 6          |
| ----- | -------------------- | ----------------- | ------------ | -------------------- | ----------------- | --------------- |
| 1     | Bahamas              | Estados Unidos    | Malasia      | Nepal                | Perú              | Portugal        |
| 2     | Albania              | El Salvador       | Indonesia    | Inglaterra           | Mauricio          | Sudáfrica       |
| 3     | Eslovaquia           | Namibia           | Paraguay     | República Dominicana | Singapur          | Uruguay         |
| 4     | Escocia              | Honduras          | Islas Caimán | Polonia              | Serbia            | Sri Lanka       |
| 5     | Angola               | Bolivia           | Japón        | Suecia               | Ucrania           | Venezuela       |
| 6     | Belice               | Guadalupe         | Kenia        | Noruega              | Trinidad y Tobago | Turquía         |
| 7     | Argentina            | Guinea Ecuatorial | Jamaica      | Mongolia             | Países Bajos      | República Checa |
| 8     | Botsuana             | Estonia           | Islandia     | Italia               | Santa Lucía       | Túnez           |
| 9     | Bosnia y Herzegovina | Brasil            | Bulgaria     | Gales                | Moldavia          | Vietnam         |
| 10    | Camerún              | Chile             | Ecuador      | Irlanda del Norte    | Luxemburgo        | Madagascar      |
| 11    | Eslovenia            | Filipinas         | Francia      | Gibraltar            | Macao             | Puerto Rico     |
| 12    | Corea del Sur        | España            | Malta        | México               | Nigeria           | Panamá          |
| 13    | Bélgica              | Colombia          | Curazao      | Finlandia            | Irlanda           | Ruanda          |
| 14    | Canadá               | Costa de Marfil   | Costa Rica   | Guinea               | Hungría           | India           |
| 15    | Armenia              | China             | Guinea-Bisáu | Irak                 | Nicaragua         | Somalia         |
| 16    | Camboya              | Ghana             | Haití        | San Martín           | Senegal           | Uganda          |

#### Ronda 2
- Avanza al Top 40 mediante el desafío Head-to-Head.[88]

| Grupo | País 1    | País 2            |
| ----- | --------- | ----------------- |
| 1     | Nepal     | Indonesia         |
| 2     | Paraguay  | Islas Caimán      |
| 3     | Venezuela | Trinidad y Tobago |
| 4     | Mongolia  | Botsuana          |
| 5     | Vietnam   | Camerún           |
| 6     | Filipinas | México            |
| 7     | Colombia  | Costa de Marfil   |
| 8     | Nicaragua | Haití             |

### Top Model
La final del reto Top Model tuvo lugar el 6 de diciembre de 2021 en el Distrito T-Mobile, donde las candidatas desfilaron con sus trajes nacionales, diseñados por creadores de moda locales de sus respectivos países de origen, así como con trajes elaborados por diseñadores de moda locales de Puerto Rico. El 13 de diciembre, se anunció que Olivia Yacé de Costa de Marfil ganó el reto y aseguró su lugar entre las cuarenta cuartofinalistas.
- Avanzó al Top 40 a través del desafío de talento.

| Posición   | Candidata |
| ---------- | --- |
| Ganadora   | - Costa de Marfil - Olivia Yacé |
| 2.º lugar  | - Camerún - Audrey Nabila |
| 3.ᵉʳ lugar | - Puerto Rico - Aryam Díaz |
| Top 13     | - Bahamas - Sienna Evans - Francia - April Benayoum - Kenia - Sharon Obara - México - Karolina Vidales - Nicaragua - Sheynnis Palacios - Polonia - Karolina Bielawska - República Checa - Karolina Kopíncová - República Dominicana - Emmy Peña - Venezuela - Alejandra Conde - Vietnam - Đỗ Thị Hà |

### Vestido de Diseñador
El premio al mejor vestido de diseñador se otorgó a Corea durante las finales de Top Model de Miss Mundo 2021.
| Posición   | Candidata                       |
| ---------- | ------------------------------- |
| Ganadora   | - Corea del Sur - Tara Hong     |
| 2.º lugar  | - Costa de Marfil - Olivia Yacé |
| 3.ᵉʳ lugar | - Irak - Maria Farhad           |

### Deportes
La final del desafío de deportes se llevó a cabo el 10 de diciembre de 2021, y la ganadora se anunció oficialmente el 13 de diciembre de 2021. La candidata que ganó el desafío fue incluida en el Top 40 y compitió en la final el 16 de marzo de 2022. Karolina Vidales de México ganó el desafío.
- Avanzó al Top 40 a través del desafío de talento.

| Resultados | Candidatas |
| ---------- | --- |
| Ganadora   | - México - Karolina Vidales |
| 2.º lugar  | - Islandia - Hugrún Birta Egilsdóttir |
| 3.ᵉʳ lugar | - Guinea-Bisáu - Itchacénia Da Costa - Irlanda - Pamela Uba |
| Top 32     | Equipo Amarillo - Argentina - Amira Hidalgo - Eslovaquia - Leona Novoberdaliu - Eslovenia - Maja Čolić - Estonia - Karolin Kippasto - Finlandia - Emilia Lepomäki - Hungría - Lili Tótpeti - Irlanda - Pamela Uba - Kenia - Sharon Obara Equipo Verde - Armenia - Mirna Bzdigian - Brasil - Caroline Teixeira - Gibraltar - Janice Sampere - Islandia - Hugrún Birta Egilsdóttir - Italia - Claudia Motta - Luxemburgo - Emilie Boland - México - Karolina Vidales - Perú - Paula Montes Equipo Azul - Guinea-Bisáu - Itchacénia Da Costa - Irlanda del Norte - Anna Leitch - Malta - Naomi Dingli - Mauricio - Angélique Sanson - Nigeria - Oluchi Madubuike - Serbia - Andrijana Savić - Suecia - Gabriella Lomm Mann - Túnez - Amani Layouni Equipo Rosa - Botsuana - Palesa Molefe - Canadá - Svetlana Mamaeva - Corea del Sur - Tara Hong - Escocia - Claudia Todd - Jamaica - Khalia Hall - Japón - Tamaki Hoshi - Noruega - Amine Storrød - San Martín - Lara Mateo |

### Talento
La final del concurso de talentos se llevó a cabo el 4 de diciembre de 2021, y la ganadora fue anunciada oficialmente el 13 de diciembre de 2021. La candidata que ganó el desafío fue incluida en el Top 40 y compitió en la final el 16 de marzo de 2022. Burte-Ujin Anu de Mongolia ganó el desafío.
- Avanzó al Top 40 a través del desafío de talento.

| Posición   | Candidata |
| ---------- | --- |
| Ganadora   | - Mongolia - Burte-Ujin Anu |
| 2.º lugar  | - Noruega - Amine Storrød |
| 3.ᵉʳ lugar | - Japón - Tamaki Hoshi |
| 4.º lugar  | - Chile - Carol Drpic |
| 5.º lugar  | - Irlanda del Norte - Anna Leitch |
| Top 27     | - Albania - Amela Agastra - Botsuana - Palesa Molefe - Bulgaria - Eva Dobreva - Costa de Marfil - Olivia Yacé - Ecuador - Ámar Pacheco - Estados Unidos - Shree Saini - Gibraltar - Janice Sampere - India - Manasa Varanasi - Indonesia - Carla Yules - Inglaterra - Rehema Muthamia - Irlanda - Pamela Uba - Jamaica - Khalia Hall - Kenia - Sharon Obara - Corea del Sur - Tara Hong - Mauricio - Angélique Sanson - Escocia - Claudia Todd - Singapur - Khai Ling Ho - Eslovenia - Maja Colic - Sudáfrica - Shudufhadzo Musida - Túnez - Amani Layouni - Uruguay - Valentina Camejo - Vietnam - Đỗ Thị Hà |

### Belleza con propósito
Las finalistas de Belleza con propósito fueron anunciadas oficialmente el 13 de diciembre de 2021. Las seis finalistas luego fueron anunciadas como ganadoras e incluidas en el Top 40, y compitieron en la final el 16 de marzo de 2022. Además, durante la final se otorgó el premio de Embajadora de Belleza con propósito a una candidata que acompañará a la nueva Miss Mundo durante su reinado.
- Avanzaron al Top 40 a través del desafío de talento.

| Posición  | Candidata |
| --------- | --- |
| Ganadoras | - Estados Unidos - Shree Saini § - Filipinas - Tracy Perez - India - Manasa Varanasi - Inglaterra - Rehema Muthamia - Kenia - Sharon Obara - Sudáfrica - Shudufhadzo Musida |
| Top 10    | - Madagascar - Nellie Anjaratiana - Nepal - Namrata Shrestha - República Checa - Karolina Kopíncová - Sri Lanka - Sadé Greenwood |
| Top 28    | - Bahamas - Sienna Evans - Brasil - Caroline Teixeira - Camerún - Audrey Monkam - Canadá - Svetlana Mamaeva - Chile - Carol Drpic - China - Jiang Si Qi - Ecuador - Ámar Pacheco - Guinea - Nene Saran - Hungría - Lili Tótpeti - Indonesia - Carla Yules - Irlanda - Pamela Uba - Malasia - Lavanya Sivaji - México - Karolina Vidales - Nicaragua - Sheynnis Palacios - Paraguay - Bethania Borba - Trinidad y Tobago - Jeanine Brandt - Venezuela - Alejandra Conde - Vietnam - Đỗ Thị Hà |

§ Embajadora de Belleza con propósito

## El concurso

### Formato
Se han implementado varios cambios en esta edición. Al igual que en 2019, el número de cuartofinalistas en esta edición es de cuarenta. Quince de ellas fueron ganadoras de los eventos y retos, y las veinticinco restantes fueron seleccionadas por jurados y anunciadas en enero de 2022. Solo las cuarenta cuartofinalistas regresaron a la competencia celebrada el 16 de marzo de 2022. De estas, trece compitieron en la ronda preliminar de preguntas y respuestas, y seis finalistas compitieron en la pregunta final.

### Panel de jueces
El panel de jueces estuvo conformado por las siguientes once personas:
- Jacqueline Aguilera, Miss Mundo 1995 de Venezuela[106]
- Stella Nolasco, diseñadora de moda puertorriqueño
- Vanessa Ponce, Miss Mundo 2018 de México
- Brock Pierce, empresario estadounidense y magnate de criptomonedas[107]
- Crystal Rose Pierce, empresario estadounidense
- Vincent De Paul, actor y modelo estadounidense
- Julia Morley, presidenta y directora ejecutiva de la Organización Miss Mundo[108]
- Peter Thomas Roth, director ejecutivo y fundador de Peter Thomas Roth Skin Care
- Giselle Laronde, Miss Mundo 1986 de Trinidad y Tobago
- Patrick Robinson, diseñador de moda estadounidense
- Mari Allende, filántropa y personalidad televisiva mexicana

## Candidatas
Noventa y siete candidatas compitieron por el título.
| País/Territorio      | Candidata                | Edad | Residencia               |
| -------------------- | ------------------------ | ---- | ------------------------ |
| Albania              | Amela Agastra            | 18   | Tirana                   |
| Angola               | Ruth Carlos              | 24   | Huambo                   |
| Argentina            | Amira Hidalgo            | 23   | Bella Vista              |
| Armenia              | Mirna Bzdigian           | 19   | Ereván                   |
| Bahamas              | Sienna Evans             | 24   | Nasáu                    |
| Bélgica              | Céline Van Ouytsel       | 25   | Herentals                |
| Belice               | Markeisha Young          | 21   | Ciudad de Belice         |
| Bolivia              | Alondra Mercado          | 19   | Trinidad                 |
| Bosnia y Herzegovina | Adna Biber               | 19   | Sarajevo                 |
| Botsuana             | Palesa Molefe            | 22   | Gaborone                 |
| Brasil               | Caroline Teixeira        | 23   | Brasilia                 |
| Bulgaria             | Eva Dobreva              | 21   | Varna                    |
| Camboya              | Phum Sophorn             | 18   | Nom Pen                  |
| Camerún              | Audrey Monkam            | 24   | Región del Noroeste      |
| Canadá               | Svetlana Mamaeva         | 21   | Ontario                  |
| Chile                | Carol Drpic              | 21   | Punta Arenas             |
| China                | Jiang Si Qi              | 21   | Wuhan                    |
| Colombia             | Andrea Aguilera          | 23   | Medellín                 |
| Corea del Sur        | Tara Hong                | 23   | Seúl                     |
| Costa de Marfil      | Olivia Yacé              | 23   | Yamusukro                |
| Costa Rica           | Tamara Dal Maso          | 23   | Puntarenas               |
| Curazao              | Alvinette Soliana        | 20   | Willemstad               |
| Ecuador              | Ámar Pacheco             | 25   | Guayaquil                |
| El Salvador          | Nicole Álvarez           | 27   | San Salvador             |
| Escocia              | Claudia Todd             | 25   | Bothwell                 |
| Eslovaquia           | Leona Novoberdaliu       | 22   | Bratislava               |
| Eslovenia            | Maja Čolić               | 22   | Ribnica                  |
| España               | Ana García               | 23   | Almería                  |
| Estados Unidos       | Shree Saini              | 25   | Seattle                  |
| Estonia              | Karolin Kippasto         | 24   | Tartu                    |
| Filipinas            | Tracy Perez              | 28   | Cebú                     |
| Finlandia            | Emilia Lepomäki          | 23   | Pori                     |
| Francia              | April Benayoum           | 22   | Aix-en-Provence          |
| Gales                | Olivia Harris            | 18   | Magor                    |
| Ghana                | Monique Mawulawe         | 20   | Volta                    |
| Gibraltar            | Janice Sampere           | 24   | Gibraltar                |
| Guadalupe            | Prescilla Larose         | 25   | Le Moule                 |
| Guinea               | Saran Bah                | 26   | Conakri                  |
| Guinea-Bisáu         | Itchacénia Cabral        | 23   | Bisáu                    |
| Guinea Ecuatorial    | Lucila Benita            | 21   | Malabo                   |
| Haití                | Erlande Berger           | 24   | Puerto Príncipe          |
| Honduras             | Dayana Bordas            | 21   | Ahuas                    |
| Hungría              | Lili Tótpeti             | 20   | Nagykanizsa              |
| India                | Manasa Varanasi          | 23   | Telangana                |
| Indonesia            | Pricilia Carla Yules     | 24   | Surabaya                 |
| Inglaterra           | Rehema Muthamia          | 25   | Bedfordshire             |
| Irak                 | Maria Farhad             | 20   | Bajdida                  |
| Irlanda              | Pamela Uba               | 25   | Galway                   |
| Irlanda del Norte    | Anna Leitch              | 27   | Lisburn                  |
| Islandia             | Hugrún Birta Egilsdóttir | 25   | Garðabær                 |
| Islas Caimán         | Rashana Hydes            | 24   | West Bay                 |
| Italia               | Claudia Motta            | 21   | Velletri                 |
| Jamaica              | Khalia Hall              | 25   | Parroquia de Saint Ann   |
| Japón                | Tamaki Hoshi             | 20   | Tokio                    |
| Kenia                | Sharon Obara             | 22   | Nairobi                  |
| Luxemburgo           | Emilie Boland            | 25   | Sandweiler               |
| Macao                | Jia Ni Yuan              | 28   | Macao                    |
| Madagascar           | Nellie Anjaratiana       | 24   | Antananarivo             |
| Malasia              | Lavanya Sivaji           | 25   | Cuevas de Batu           |
| Malta                | Naomi Dingli             | 26   | Attard                   |
| Mauricio             | Angélique Sanson         | 27   | Curepipe                 |
| México               | Karolina Vidales         | 25   | Jiquilpan                |
| Moldavia             | Tatiana Ovcinicova       | 23   | Chișinău                 |
| Mongolia             | Burte-Ujin Anu           | 23   | Ulán Bator               |
| Namibia              | Annerie Mare             | 26   | Kamanjab                 |
| Nepal                | Namrata Shrestha         | 23   | Katmandú                 |
| Nicaragua            | Sheynnis Palacios        | 21   | Managua                  |
| Nigeria              | Oluchi Madubuike         | 25   | Abuya                    |
| Noruega              | Amine Storrød            | 21   | Ostfold                  |
| Países Bajos         | Lizzy Dobbe              | 20   | Den Helder               |
| Panamá               | Krysthelle Barreto       | 25   | David                    |
| Paraguay             | Bethania Borba           | 18   | Presidente Franco        |
| Perú                 | Paula Montes             | 25   | Lima                     |
| Polonia              | Karolina Bielawska       | 22   | Łódź                     |
| Portugal             | Lidy Alves               | 25   | Montalegre               |
| Puerto Rico          | Aryam Díaz               | 22   | Naranjito                |
| República Checa      | Karolína Kopíncová       | 22   | Brno                     |
| República Dominicana | Emmy Peña                | 24   | San Francisco de Macorís |
| Ruanda               | Grace Ingabire           | 25   | Kigali                   |
| Santa Lucía          | Tyler Theophane          | 23   | Choiseul                 |
| San Martín           | Lara Mateo               | 24   | Philipsburg              |
| Senegal              | Penda Sy                 | 24   | Tambacounda              |
| Serbia               | Andrijana Savić          | 20   | Gornji Milanovac         |
| Singapur             | Khai Ling Ho             | 18   | Ciudad de Singapur       |
| Somalia              | Khadija Omar             | 20   | Mogadiscio               |
| Sri Lanka            | Sadé Greenwood           | 19   | Colombo                  |
| Sudáfrica            | Shudufhadzo Musida       | 25   | Limpopo                  |
| Suecia               | Gabriella Lomm Mann      | 26   | Estocolmo                |
| Tanzania             | Juliana Rugumisa         | 23   | Moshi                    |
| Trinidad y Tobago    | Jeanine Brandt           | 25   | San Fernando             |
| Túnez                | Amani Layouni            | 22   | Susa                     |
| Turquía              | Dilara Korkmaz           | 23   | Ankara                   |
| Ucrania              | Aleksandra Yaremchuk     | 22   | Vínnitsa                 |
| Uganda               | Elizabeth Bagaya         | 26   | Kampala                  |
| Uruguay              | Valentina Camejo         | 23   | Canelones                |
| Venezuela            | Alejandra Conde          | 24   | Villa de Cura            |
| Vietnam              | Đỗ Thị Hà                | 19   | Thanh Hóa                |